# Doppelballon-Enteroskopie

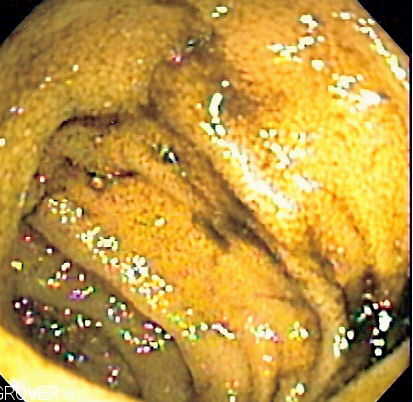
Darmschleimhaut im Rahmen einer Doppelballon-Enteroskopie

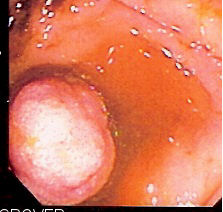
Bild eines Polypen in einer Doppelballon-Enteroskopie

Die Doppelballon-Enteroskopie (DBE) ist eine endoskopische Untersuchungsmethode aus dem Gebiet der Gastroenterologie, mit der der Dünndarm untersucht werden kann.
Das Prinzip der Doppelballon-Enteroskopie besteht darin, den Dünndarm durch die Verwendung zweier Ballons an einem ca. 2 Meter langen Endoskop und einer darüber gestülpten Röhre (sog. Übertubus) aufzufädeln. Die DBE kann wie eine Magenspiegelung (Gastroskopie) über den Mund erfolgen (obere DBE) oder wie eine Darmspiegelung (Koloskopie) durch den Anus (untere DBE). Um den kompletten Dünndarm untersuchen zu können, muss meistens eine obere DBE und eine untere DBE miteinander kombiniert werden, meistens an zwei aufeinander folgenden Tagen. Dabei erfolgt dann eine Untersuchung der oberen Hälfte des Dünndarmes durch den oralen Zugangsweg, die untere Hälfte des Dünndarmes wird durch den analen Zugangsweg untersucht.
Im Rahmen der Untersuchung können Gewebeproben aus dem Dünndarm entnommen, Polypen abgetragen und z. B. blutende kleine Gefäßmissbildungen (Angiodysplasien) verödet werden (Argonplasmakoagulation).
Eine alternative Untersuchungsmethode zur Untersuchung des Dünndarmes ist die Kapselendoskopie. Derzeit ist noch umstritten, in welcher Situation welche der beiden Methoden zur Untersuchung des Dünndarmes bevorzugt eingesetzt werden soll. Ein Nachteil der Kapselendoskopie ist jedoch, dass keine Gewebeproben (Biopsien) entnommen werden können und keine therapeutischen Eingriffe möglich sind.